# Michael Evans (Schauspieler, 1920)
Michael Evans (* 27. Juli 1920 als John Michael Evans in Sittingbourne, Kent; † 4. September 2007 in Woodland Hills, Kalifornien) war ein britischer Schauspieler.

## Leben
Evans entschloss sich bereits in jungen Jahren, Schauspieler zu werden, sein Vorbild war John Gielgud. Nach dem Ende des Zweiten Weltkriegs, während dessen er als Navigator bei der Royal Air Force diente, absolvierte er ein Schauspielstudium an der Old Vic. Seine ersten Auftritte hatte er 1948 an den Theatern des West End. 1950 spielte er eine erste kleine Rolle in einem britischen Spielfilm, im gleichen Jahr zog er nach New York City, wo ihm der Sprung an den Broadway in Ring Round the Moon mit Harry Belafonte in der Hauptrolle gelang. Er spielte unter anderem in Gigi an der Seite von Audrey Hepburn und spielte die Hauptrolle des Professor Higgins in My Fair Lady.
1963 bekam Evans eine Rolle in der Musical-Verfilmung Bye Bye Birdie mit Dick Van Dyke und Janet Leigh. Daraufhin zog er dauerhaft nach Hollywood, wo er eine Karriere als Fernsehschauspieler begann. Bis zum Ende der 1970er Jahre trat er in Gastrollen in verschiedenen erfolgreichen Fernsehserien wie Solo für O.N.K.E.L., Tennisschläger und Kanonen und Mannix auf. Er spielte nur gelegentlich in Spielfilmen, unter anderem im Western Tausend Gewehre für Golden Hill mit Leslie Nielsen und Don Murray, sowie dem Kriegsfilm Alarmstart für Geschwader Braddock.
Ab 1980 spielte Evans die Rolle des Colonel Douglas Austin in der US-amerikanischen Seifenoper Schatten der Leidenschaft. Mit einer Unterbrechung zwischen 1985 und 1987 spielte er diese Rolle bis 1995.

## Filmografie (Auswahl)

### Spielfilme
- 1963: Bye Bye Birdie
- 1966: Tausend Gewehre für Golden Hill (The Plainsman)
- 1967: Wir... die Wilden vom Sunset Strip (Riot on Sunset Strip)
- 1969: Alarmstart für Geschwader Braddock (The Thousand Plane Raid)
- 1979: Flucht in die Zukunft (Time after Time)
- 1981: Goliath – Sensation nach 40 Jahren (Goliath Awaits)
- 1982: Talon im Kampf gegen das Imperium (The Sword and the Sorcerer)
- 1983: Olivia – Im Blutrausch des Wahnsinns (Olivia)

### Fernsehserien
- 1962: Dr. Kildare
- 1964: Solo für O.N.K.E.L.
- 1967: Tennisschläger und Kanonen
- 1968: Mannix
- 1974: The New Perry Mason
- 1978: Drei Engel für Charlie
- 1980: Schatten der Leidenschaft (1980–1985; 1987–1995)
- 1981: Hart aber herzlich (Fernsehserie, Episode 2.15: Blüten-Traumschiff)
- 1982: Hart aber herzlich (Fernsehserie, Episode 4.03: Rien ne va plus)
- 1985: Hunter